# باشگاه فوتبال کولوین بای
باشگاه فوتبال کولوین بای (به انگلیسی: Colwyn Bay Football Club) یک باشگاه فوتبال در شهر اولد کولوین، کشور انگلستان است که در سال ۱۸۸۱ میلادی تأسیس شده‌است. این باشگاه یکی از قدیمی ترین باشگاه های انگلیسی است که سابقه حضور در لیگ برتر فوتبال انگلستان را نیز دارد.